# Andrzej Duda
Andrzej Sebastian Duda ( ? i  escolteu-ne la pronunciació en polonès) AFI [ˈandʐɛj ˈduda] (16 de maig de 1972, Cracòvia, Polònia) és un polític i advocat polonès del partit Llei i Justícia, i president de Polònia des de les eleccions de 2015. Fou membre també del Parlament Europeu.

## Biografia
Duda va començar la seva carrera política amb el desaparegut Unió de la Llibertat a principis dels anys 2000. Després de les eleccions parlamentàries poloneses de 2005, va començar la seva col·laboració amb el Llei i Justícia⁣⁣ (PiS). Va ser sotssecretari d'estat al Ministeri de Justícia entre el 2006 i el 2007 abans de convertir-se en membre del Tribunal Estatal Polonès del 2007 al 2008.
Del 2008 al 2010, durant la presidència de Lech Kaczyński, Duda va ser sotssecretari d'estat a la Cancelleria del President. El 2010, no va aconseguir l'alcaldia de Cracòvia a les eleccions municipals com a candidat del PiS, però a les eleccions parlamentàries poloneses de 2011 va aconseguir escó. Duda va romandre membre del Sejm fins que va ser elegit eurodiputat al a les eleccions al Parlament Europeu de 2014.
Per tal de guanyar-se els votants moderats, en lloc de presentar-se com a candidat del PiS a president o primer ministre, Jarosław Kaczyński va presentar membres més moderats del PiS a les eleccions presidencials i parlamentàries del 2015. Andrzej Duda es va presentar com a candidat presidencial del PiS, mentre que Beata Szydło va ser la seva candidata a primera ministra.

### President de la República
Andrzej Duda, de Llei i Justícia⁣⁣ (PiS), va guanyar les eleccions presidencials de Polònia de 2015 i fou nomenat com a president de la República de Polònia, sent el sisè president de Polònia en la seva etapa democràtica actual. També va haver de canviar la seva residència pel Palau Bellavista, la residència oficial del president del país. Cinc mesos més tard, a les eleccions parlamentàries poloneses de 2015, Llei i Justícia va poder formar un govern amb majoria absoluta, després d'aconseguir 235 escons davant dels 138 aconseguits pel seu principal competidor, Plataforma Cívica, la primera vegada en l'època postcomunista que un partit aconseguia la majoria absoluta a les eleccions parlamentàries. Beata Szydło es va convertir en primera ministra el 16 de novembre de 2015 al capdavant d'un gabinet que també incloïa Polònia Solidària i Polònia Unida, que es presentava en llistes conjuntes amb Llei i Justícia.
El desembre de 2017, Szydło es va veure obligada a dimitir com a primera ministra després que Jarosław Kaczyński, el president de Llei i Justícia, li retirés la confiança per continuar com a candidat principal a les eleccions del partit al Sejm. La seva dimissió va ser acceptada per Duda, que al mateix temps va designar el seu adjunt, Mateusz Morawiecki, com a nou primer ministre.
Duda va renovar el càrrec en guanyar les eleccions presidencials de Polònia de 2020, celebrades en primera volta el 28 de juny de 2020 i en segona volta el 12 de juliol, després d'un aplaçament causat per la pandèmia de COVID-19, suposant la sisena elecció nacional consecutiva en les que PiS derrotava les forces de centre i centreesquerra de l'oposició.
Llei i Justícia va ser el partit més votat a les eleccions parlamentàries poloneses de 2023, però els tres principals partits de l'oposició van obtenir la majoria d'escons al Sejm. Mateusz Morawiecki es va convertir en Primer Ministre de Polònia però l'11 de desembre de 2023 va perdre una moció de confiança. D'acord a l'establert a la Constitució de Polònia, un grup d'almenys 46 diputats podia presentar un altre candidat a primer ministre, que fou Donald Tusk de Plataforma Cívica, qui es va convertir en nou Primer Ministre.
Des de l'elecció de Donald Tusk com a primer ministre en desembre de 2023, Polònia viu un difícil període de convivència entre el primer ministre i el president Andrzej Duda, que impedeix aplicar reformes perquè totes les lleis aprovades pel parlament han de ser aprovades pel president, que té dret de veto, encara que el Sejm pot anul·lar-lo amb una majoria de tres cinquenes parts, que el govern no disposa. Duda ha vetat quatre lleis (incloent una que dona accés gratuït a la píndola anticonceptiva d'emergència i una altra que reconeix el silesià com una de les llengües minoritàries del país) i n'ha remès 74 més al Tribunal Constitucional, a més de bloquejar diversos nomenaments que requerien el seu vistiplau per ser validats.